# Кушкуль (Аургазинский район)
Кушкуль (баш. Ҡушкүл) — деревня в Михайловском сельсовете Аургазинского района Республики Башкортостан России.

## Население
| 2002 | 2009 | 2010 |
| ---- | ---- | ---- |
| 65   | ↗85  | ↘58  |

Согласно переписи 2002 года, преобладающие национальности — башкиры (46 %), татары (26 %).

## Географическое положение
Расстояние до:
- районного центра (Толбазы): 18 км,
- центра сельсовета (Михайловка): 5 км,
- ближайшей железнодорожной станции (Белое Озеро): 48 км.